# Oosternieland
Oosternieland, dialekt groningski Nijlaand – wieś w Holandii, w prowincji Groningen, w gminie Eemsmond. 